# Bernhard Christian Otto
Pour les articles homonymes, voir Otto.
Bernhard Christian Otto est un médecin et un naturaliste prussien, né en 1745 et mort en 1835.
Il enseigne la médecine à l’université de Francfort-sur-l'Oder. Il est l’éditeur et le traducteur de l’Histoire naturelle des oiseaux de Buffon (1707-1788) en allemand sous le titre de Naturgeschichte der Vogel (qu’il édite du septième volume jusqu’à la fin).